# Marijino vnebovzetje
Marijino vnebovzetje, tudi véliki šmaren, vélika maša, šmarno, vélika gospójnica, je Marijanski praznik, ki ga katoliki obhajajo 15. avgusta, pravoslavni kristjani pa 28. avgusta. Marijino vnebovzetje je eden izmed največjih krščanskih praznikov, v Rimskokatoliški cerkvi eden od štirih zapovedanih in najpomembnejši Marijin praznik, ki ima vlogo Marijinega godu, saj predstavlja datum konca njenega zemeljskega življenja. Slavili so ga že v apostolskih časih. Na ta dan se kristjani spominjajo, da je bila Marija ob izteku svojega življenja z dušo in telesom vzeta v Nebesa.
Marija je ena od štirih poznanih vnebovzetih oseb, poleg praočaka Henoha (1 Mz 5,21-24; Sir 44,16; Heb 11,5), preroka Elije (2 Kr 2,1-14; 1 Mkb 2,58) in njenega sina Jezusa (Mr 16,14-20; Lk 24,50-53; Apd 1,1-12; 1 Pt 3,22). Pri slednjem sicer teologija običajno uporablja izraz Jezusov vnebohod, kljub temu pa navedeni svetopisemski odlomki trikrat uporabijo formulacijo vzet v nebo (ali nebesa). Kot je razvidno že pri Henohu, izraz pomeni, da je Bog nekoga zase vzel k sebi. Od omenjenih štirih vnebovzetij se Jezusovo razlikuje po tem, da Jezusu kot edinemu »ni bilo dano« neizkusiti smrti pred vnebovzetjem, Marijino vnebovzetje pa kot edino ni omenjeno nikjer v Svetem pismu. To je nekoliko presenetljivo, glede na to, da je na primer kronološko zadnje svetopisemsko delo, Evangelij po Janezu, nastalo okoli leta 100, kar je več desetletij po Marijinem vnebovzetju, in da ga je napisal apostol Janez Evangelist, ki je po Jezusovi smrti Marijo vzel k sebi kot njen varuh in skrbnik (Jn 19,25-27) in da je skoraj zagotovo moral biti navzoč v njenem življenju vse do konca.
O Marijinem vnebovzetju ali zaspanju (latinsko dormitio) so tako najstarejši ohranjeni spisi le apokrifi, med njimi Zaspanje svete Božje Matere in Prehod blažene Device Marije.
Najpomembnejši dokument na to temo je napisal papež Pij XII., ki je 1. novembra 1950 izdal apostolsko konstitucijo Munificentissimus Deus, v kateri je ex cathedra razglasil versko resnico o Marijinem vnebovzetju. V zaključnem delu konstitucije je zapisal:
Zaradi tega potem, ko smo znova in znova izlivali prošnje k Bogu in klicali luč Duha Resnice, v slavo Vsemogočnega Boga, ki je svojo posebno naklonjenost izkazal Devici Mariji, v čast njenega Sina, nesmrtnega Kralja vekov in zmagovalca nad grehom in smrtjo, v povečanje slave iste vzvišene Matere in v veselje in radost celotne Cerkve, z avtoriteto našega Gospoda Jezusa Kristusa, blaženih apostolov Petra in Pavla ter našo lastno izjavljamo, razglašamo in opredeljujemo kot božansko razodeto dogmo: da je bila Brezmadežna Božja Mati, vedno Devica Marija, potem ko je dokončala pot svojega zemeljskega življenja, s telesom in dušo vzeta v nebeško slavo.
Če si torej kdo – Bog ne daj – drzne namerno zanikati ali dvomiti o tem, kar smo opredelili, naj ve, da je popolnoma odpadel od božanske in katoliške vere.
Da bi se ta naša opredelitev telesnega vnebovzetja Device Marije spoznala v vesoljni Cerkvi, želimo, da to naše apostolsko pismo ostane v večnem spominu, in zapovedujemo, da vsi ljudje sprejemajo pisne ali celo tiskane kopije, podpisane z roko katerega koli javnega notarja in opremljene s pečatom osebe, ki je bila postavljena v cerkveno dostojanstvo, enako kot to pismo, če bi bilo predloženo ali pokazano.

Vsakomur je prepovedano spreminjati to našo izjavo, razglas in definicijo ali ji z nepremišljenim poskusom nasprotovati in jo ovreči. Če si kdo drzne narediti takšen poskus, naj ve, da si bo nakopal jezo Vsemogočnega Boga in blaženih apostolov Petra in Pavla.
Ta dogma velja v Rimskokatoliški cerkvi, vendar pa je bila vera v Marijino vnebovzetje zelo razširjena že prej in to tudi v številnih drugih krščanskih cerkvah. Tudi v pravoslavnih cerkvah verjamejo, da je bilo Marijino telo po smrti čudežno prenešeno v Nebesa, in 15. avgusta praznujejo ustrezni praznik. Ta praznik se imenuje v Srbski pravoslavni cerkvi Velika gospojina, v številnih drugih pravoslavnih cerkvah pa Marijino zaspanje (naprimer rusko Успение Богородицы). V tistih pravoslavnih cerkvah, kjer še uporabljajo julijanski koledar, je ta praznik seveda na 15. avgust po njihovem koledarju (28. avgusta po gregorijanskem koledarju).
Od leta 1992 dalje je Marijino vnebovzetje tudi v Sloveniji dela prost dan. Slovenski katoliki na ta dan množično romajo v številna Marijina romarska središča, pri čemer so posebno priljubljena:
- Bazilika Marije Pomagaj, Brezje
- Bazilika Marije Zavetnice s plaščem, Ptujska Gora
- Bazilika Marije, Božje Matere, Sveta Gora
- Cerkev Marijinega vnebovzetja, Turnišče.